# Blue Monkey
Pour plus de détails, voir Fiche technique et Distribution.
Blue Monkey est un film américano-canadien réalisé par William Fruet, sorti en 1987. Il a parfois été exploité sous d'autres noms (Insect, Green Monkey, Invasion of the Bodysuckers).

## Synopsis
Un vieil homme se fait piquer par un insecte en touchant une plante tropicale inconnue dans une serre. Il tombe malade quelques minutes plus tard et se fait transporter à l'hôpital le plus proche.
C'est alors que les médecins détectent un virus inconnu dans son sang, et qu'il vomit une grosse larve. Celle-ci est prélevée pour être étudiée par un entomologiste, mais elle échappe au contrôle des médecins à la suite d'un incident. Elle se réfugie dans les sous-sols de l'hôpital et se métamorphose en un insecte géant, qui capture des humains pour y pondre ses œufs…

## Fiche technique
- Titre : Blue Monkey
- Réalisation : William Fruet
- Scénario : George Goldsmith et Chris Koseluk
- Production : Tom Fox, Sandy Howard, Michael Masciarelli et Martin Walters
- Musique : Patrick Coleman et Paul Novotny
- Photographie : Brenton Spencer
- Montage : Michael Fruet
- Direction artistique : Reuben Freed
- Costumes : Gina Kiellerman
- Pays d'origine : Canada
- Format : Couleurs - 1,85:1 - Stéréo - 35 mm
- Genre : Horreur et science-fiction
- Durée : 96 minutes
- Date de sortie : septembre 1987 (États-Unis)
- Interdit aux moins de 12 ans

## Distribution
- Ivan E. Roth : la créature
- Steve Railsback : le détective Jim Bishop
- Gwynyth Walsh : le docteur Rachel Carson
- Don Lake : (VF: Gérard Hernandez) l'entomologiste Elliot Jacobs
- Helen Hughes : Marwella Harbison
- Sandy Webster : Fred Adams
- Susan Anspach : le docteur Judith Glass
- Bill Lake : l'auxiliaire médical Elliot Jacobs
- Peter Van Wart : Oscar
- Don Ritchie : un patient
- Stuart Stone : Joey
- Marsha Moreau : Marcy
- Nathan Adamson : Tyrone
- Sarah Polley : Ellen
- Joy Coghill : Dede Wilkens

## Autour du film
- Le tournage s'est déroulé à Toronto, au Canada.